# Clarias cataractus
Clarias cataractus är en fiskart som först beskrevs av Fowler, 1939.  Clarias cataractus ingår i släktet Clarias och familjen Clariidae. Inga underarter finns listade i Catalogue of Life.